# 數織

動畫化的解謎過程

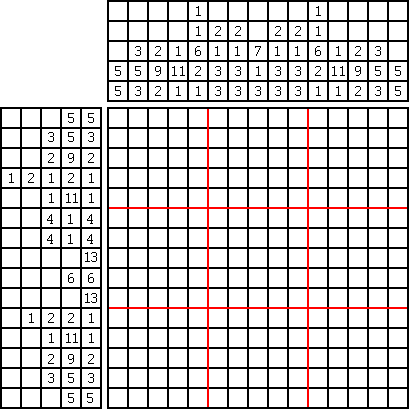
問題

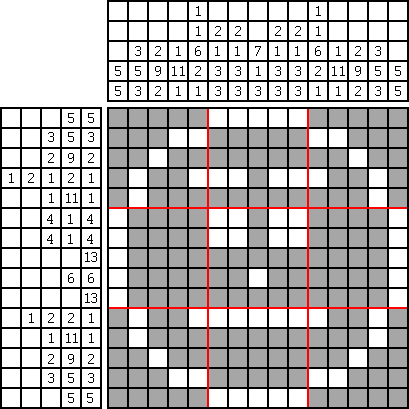
答案

數織是一種邏輯遊戲，以猜謎的方式繪畫黑白點陣圖。在一個網格中，每一行和列都有一組數，玩家需根據它們來填滿或留空格子，最後就可以由此得出一幅圖畫。例如，「4 8 3」的意思就是指該行或列上有三條獨立的線，分別佔了4、8和3格，而每條線最少要由一個空格分開。傳統上，玩家是以黑色填滿格子，和以「×」號標記一定不需要填充的格子。數織是一個NP完全的問題。
數織是在1987年由日本人西尾徹也發明的。數織的日文名稱是，意思是「繪畫邏輯」。數織初見於日本的解謎者雜誌，玩家用紙和筆來玩。隨後，任天堂以「Mario's Picross」為名推出了兩款Game Boy和九款超級任天堂遊戲。現時任天堂DS上亦有名為Picross DS的同款遊戲。2015年十二月，任天堂推出了名為「Pokémon Picross」的3DS遊戲。

## 名字
Nonogram有著許多不同的名字，包括Paint by Numbers、Griddlers、Pic-a-Pix、Picross、Pixel Puzzles、Crucipixel、Edel、FigurePic、Grafilogika、Hanjie、Illust-Logic、Japanese Crosswords、Japanese Puzzles、Kare Karala!、Logic Art、Logic Square、Logicolor、Logik-Puzzles、Logimage、Zakókodované obrázky、Oekaki Logic、Oekaki-Mate、Paint Logic、Shchor Uftor和Tsunami。
Nonogram至今還未有正式或广泛流传的中文名称，已知的中文名有：数织、數牆、填方块、发现小花、逻辑拼图、津波拼图、数涂等。

## 解謎技巧

### 盡量的填充
玩家可以利用數組盡量的填充格子。
如果數字等於行高或列寛的話，該行所有格子都要填滿。
如果不是的話，玩家則可以假設每條線只有由一個空格分隔，把線組推到可移動的空間的最盡；然後，把線組推到另一個盡頭。兩者重疊的填充部份就是一定要填充的格子。
例如：
| 8 |
| 8 |

可得出這結論：
| 8 |

又例如：
| 4 3 |
| 4 3 |

可得出這結論：
| 4 3 |

### 盡量的標空
除了盡量的填充之外，玩家亦可以把一定不可能要填上的空格用「×」號標記起來，從而減少需要考慮的格子。
如果數字是零的話，該行所有格仔都需留空（玩家可用「×」號標上）。
即使不是零，玩家也可以根據已填充的格子，把線推到可移動的空間的最盡，再把線推到另一盡頭。兩者重疊的留空部份就是一定不需要填上的空格。
假設玩家因為之前的推算，現已得出以下結果：
| 3 1 |

如果把線填滿，可以有以下兩個極端的可能性：
| 3 1 |
| 3 1 |

因此可得出這結論：
| 3 1 | × |  |  |  |  |  | × | × |  | × |

又如果該行或列中有些空格已經不足之放上任何一條線，那些空格也是可以標空的。例如：
| 3 |  |  |  |  | × |  |  | × |  |  |

玩家可以不用考慮右邊的空格：
| 3 |  |  |  |  | × | × | × | × | × | × |

### 連接或分離鄰近的線
如果兩條鄰近的線由一個空格分隔的話，玩家可以用以下的推論嘗試把它填充或標空：
- 如果把它們連接起來，會令線條過長的話，該空格應該標空。
- 如果把它們分隔，會令線條數目過多的話，該空格應該填充。

例子如下：
| 5 2 2 |

經過推論後：
| 5 2 2 |  |  |  |  |  |  |  |  |  |  |  | × |  |  |  |

因為需要盡量的填充和標空，聰明的玩家在這例子可能會直接跳到這步：
| 5 2 2 | × | × |  |  |  |  |  | × | × |  |  | × |  |  | × |

### 利用矛盾推論
在一些難度較高的遊戲中，玩家可能不能利用以上簡單的推論方法來解謎。這時玩家可以先假定一個空格為需要填上的，然後繼續解答。但當遇到矛盾的話，玩家需要把遊戲回退到假定前的狀態，因為矛盾証明了之前的假定是錯誤的。玩家亦可把該空格標空，因為它一定不是需要填充的格了。

## 多重答案
有些數織可以有多個可行的答案（踩地雷也會有這種情況）。不過並不是所有答案都是有意思的圖像。
一個簡單的例子就是以數織記錄的國際象棋棋盤。為了方便閱讀和編輯，以下的棋盤大小只是平常的四分之一。
答案一：
|     | 1 1 | 1 1 | 1 1 | 1 1 |
| 1 1 | ×   |     | ×   |     |
| 1 1 |     | ×   |     | ×   |
| 1 1 | ×   |     | ×   |     |
| 1 1 |     | ×   |     | ×   |

答案二：
|     | 1 1 | 1 1 | 1 1 | 1 1 |
| 1 1 |     | ×   |     | ×   |
| 1 1 | ×   |     | ×   |     |
| 1 1 |     | ×   |     | ×   |
| 1 1 | ×   |     | ×   |     |

## 变种
也有一种彩色版的逻辑拼图游戏，谜题中有多种颜色的色块，并从而取消了传统黑白版（英語：R&B）中的空白格设计。

## 外部連結
- ArmorPicross （页面存档备份，存于）——線上Nonogram
- Paint by Numbers Home Page——也是線上Nonogram，在這個網站被稱作「Paint by numbers」
- Griddlers Net——除了提供中文介面外，也有彩色版、角型版等多種變化。在這個網頁，Nonogram被稱作「拼圖」。
- Griddlers Solver with Animator （页面存档备份，存于）
- gameLO Griddlers Online （页面存档备份，存于）
- Picross-Time.net
- Gemsweeper （页面存档备份，存于）
- puzzle.com （页面存档备份，存于）
- nonogram ipad style from xorigo.com [永久]—ipad version nongram ,but new style.

1. ↑  https://play.google.com/store/apps/details?id=com.grapetree.meowtower&hl=zh&gl=US&pli=1